# Tsougriá
Tsougriá (en griego: Τσουγκριά), también conocido como Tsoungkriá es una isla griega y un asentamiento abandonado en la parte occidental de las Espóradas. Es parte administrativa de la municipalidad de Scíathos y está situado al sureste de esa isla. 
La isla más cercana es Scíathos, que se halla al noroeste.
- Datos: Q2917457